# Эксплойтс
Эксплойтс (англ. Exploits River) — река на острове Ньюфаундленд в провинции Ньюфаундленд и Лабрадор (Канада), принадлежит бассейну рек Атлантического океана.

## География
Река Эксплойтс является крупнейшей рекой острова Ньюфаундленд и второй по величине рекой провинции (после Черчилла).
Главными притоками реки являются Ллойдс и Виктория, которые берут начало в юго-западном углу острова, текут в северо-восточном направлении и впадают в озеро Ред-Индиан-Лейк. Близ своего истока из северо-восточной оконечности озера река Эксплойтс зарегулирована плотиной. Течёт в северо-восточном направлении, у Баджера поворачивает на восток, близ города Гранд-Фолс-Уинсор снова поворачивает на северо-восток и впадает в бухту Эксплойтс залива Нотр-Дам (Атлантический океан) у города-порта Ботвуд. Длина реки 246 километров, площадь бассейна составляет 11 тысяч км².

## История
Происхождение названия, которое появилось ещё в картах Джеймса Кука в 1774 году, неизвестно. В 1810—1811 годах экспедиция во главе с Дэвидом Бьюкеном поднялась вверх по реке на снегоступах и нашла лагерь беотуков на озере Ред-Индиан-Лейк.
В феврале 2003 года из-за резкого подъёма воды в реке произошло наводнение в Баджере, вызвавшего разрушение зданий в городе. Жители города были эвакуированы.